# Station Goxhill
Goxhill is een spoorwegstation van National Rail in Goxhill, North Lincolnshire in Engeland. Het station is eigendom van Network Rail en wordt beheerd door Northern Rail. 